# Brain Activity Map Project
Pour les articles homonymes, voir Brain.

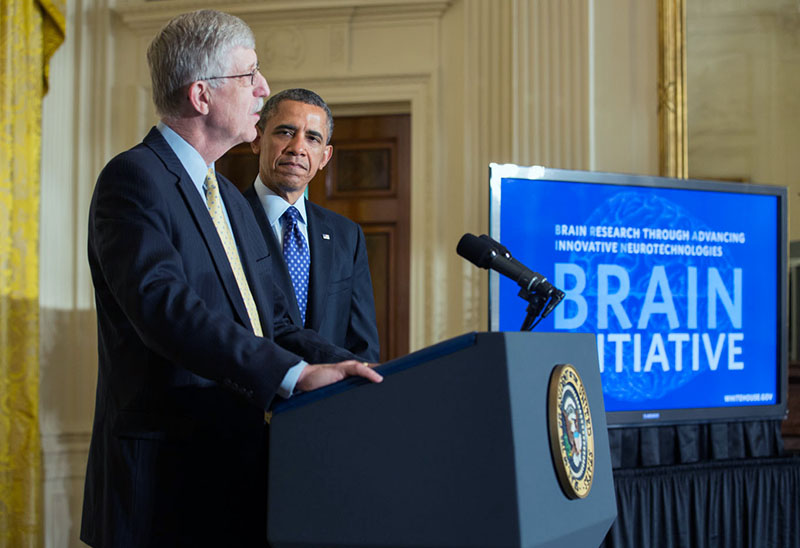
Annonce officielle du projet en avril 2013 par Francis S. Collins, conseiller scientifique du président Barack Obama.

Le Brain Activity Map Project (aussi appelé BRAIN Initiative : Brain Research through Advancing Innovative Neurotechnologies) est un projet de recherche public-privé annoncé par l'administration Obama le 2 avril 2013 ayant pour objectif d'accélérer le développement et les applications de technologies innovatrices pour améliorer la compréhension du cerveau humain. Le projet est basé sur le même principe que le Projet génome humain,,. Il vise notamment à aider les chercheurs à comprendre les troubles neurologiques, comme la maladie d'Alzheimer, la maladie de Parkinson, la dépression et les lésions cérébrales traumatiques. Le budget prévu pour la première année (2014) est de 100 millions de $.

## Contexte
Le projet fait suite à un certain nombre de projets et de travaux précédents parmi lesquels on peut citer les réunions de planification des Instituts nationaux de la santé (National Institutes of Health) qui avaient conduit à un premier plan pour la recherche en neurosciences, les ateliers de la fondation nationale de la science (National Science Foundation (NSF)) sur la cognition, les neurosciences, et la science convergentes, et en particulier un rapport de 2006 sur les « Grands Défis de l'esprit et du cerveau », les rapports du Conseil national de la recherche (National Research Council) et le forum sur les neurosciences et les troubles du système nerveux de l'Institut de médecine (Institute of Medicine), et en particulier un rapport du 25 juin 2015 « depuis les molécules jusqu’à l'esprit: les défis pour le 21e siècle », ainsi que des années de recherche, de publications scientifiques et des associations professionnelles. L'intérêt du Congrès américain pour la question des neurosciences a aussi été un facteur déterminant.
En septembre 2011, le biologiste moléculaire Miyoung Chun de la Fondation Kavli a organisé une conférence à Londres, durant laquelle les scientifiques ont mis en avant l'idée d'un tel projet,. Lors des réunions suivantes, les scientifiques des laboratoires du gouvernement américain, y compris les membres de Bureau de la politique scientifique et technologique (Office of Science and Technology Policy), et de l'Institut médical Howard Hughes (Howard Hughes Medical Institute) et l'Institut Allen pour les sciences du cerveau (Allen Institute for Brain Science), ainsi que des représentants de Google, Microsoft et Qualcomm, ont discuté de l’opportunité d’un nouveau projet mené par le gouvernement américain. D'autres influences incluent la « Décennie de l'esprit », projet interdisciplinaire mené par James L. Olds, qui est actuellement le directeur adjoint des sciences biologiques à la NSF,, et le projet « Révolutionner les Prothèses » de la DARPA, dirigée par le Dr Geoffrey Ling.
Le plan pour l'Initiative « BRAIN » a été élaboré au sein du Bureau exécutif du Président et par le personnel suivant: Philip Rubin, directeur adjoint principal pour la science et chef de file de l'Initiative de neurosciences de la Maison Blanche, Thomas Kalil, directeur adjoint pour la technologie et l'innovation, Cristin Dorgelo, directeur adjoint pour les grands défis, et actuellement chef d'état-major au PSTO et Carlos Peña, directeur adjoint pour les technologies émergentes et actuellement Directeur de la Division pour la division de neurologie et les appareils de médecine, dans le bureau d'évaluation des appareils (Office of Device Evaluation), du centre des appareils radiologiques de la santé (Center for Devices and Radiological Health - CDRH), à l'agence américaine des produits alimentaires et médicamenteux (FDA),.

## Approches expérimentales
Informations complémentaires: Cartographie du cerveau, neuroinformatique et nanobiotechnologie
Il semble aujourd’hui possible pour la science de réaliser une cartographie de la dynamique de l'activité des neurones chez les souris et d'autres animaux et, éventuellement, du cerveau humain et ses dizaines de milliards de neurones.
En 2012, Alivisatos et al. publient une série de propositions décrivant les plans expérimentaux pour la réalisation d’un « connectome fonctionnel ». Ils décrivent différentes techniques expérimentales spécifiques qui pourraient être utilisées pour atteindre cet objectif ainsi que de nouvelles technologies qui devront être mises au point dans le cadre du projet. Ils ont indiqué que des études préalables pourraient être réalisées chez Caenorhabditis elegans, ainsi qu’avec la drosophile, en raison de leurs circuits neuronaux relativement simples. À moyen terme, il pourrait être possible de cartographier le cerveau du poisson zèbre, de souris et des musaraignes étrusques. Pour finalement être capable de s’intéresser aux primates et aux humains. Ils ont proposé le développement de nanoparticules pouvant être utilisées en tant que capteurs de tension ce qui permettrait de détecter les potentiels d'action de chaque neurone individuellement. Une autre proposition de développement futur est la création de nano-sondes qui pourraient servir à créer des matrices d’électrodes électrophysiologiques pour enregistrer le fonctionnement des neurones. Alivisatos et al. ont notamment appelé à l'utilisation de méthodes de détection de l'activité neuronale non invasives et sans fil : soit microélectronique en utilisant une miniaturisation très poussée, soit basée sur la biologie de synthèse plutôt que de la microélectronique. De l’ADN produit par des enzymes servirait « de support d’enregistrement » de l'activité neuronale,. Le procédé pourrait être basé sur l’induction d’erreurs par les ions calcium dans le codage de l'ADN polymérase. Les données pourraient ensuite être analysées et modélisées par des super-calculateurs. L'utilisation du séquençage de l'ADN à haut débit pour cartographier rapidement la connectivité neuronale a également été proposée.

## Groupe de travail
Le comité consultatif est composé des personnalités suivantes :
- Cornelia Bargmann, Docteur (co-président), de l'Université Rockefeller
- William Newsome, Docteur (co-président), l'Université de Stanford
- David J. Anderson, Docteur, Institut de Technologie de Californie
- Emery Brown, Docteur, Massachusetts Institute of Technology
- Karl Deisseroth, Docteur, de l'Université de Stanford
- John Donoghue, Docteur, de l'Université Brown
- Peter MacLeish, Docteur, Morehouse School of Medicine
- Eve Marder, Docteur, Université Brandeis
- Richard Normann, Docteur, Université de l'Utah
- Joshua Sanes, Docteur, de l'Université Harvard
- Mark Schnitzer, Docteur, de l'Université de Stanford
- Terry Sejnowski, Docteur, Salk Institute for Biological Studies
- David Tank, Docteur, Université de Princeton
- Roger Tsien, Docteur, Université de Californie, San Diego
- Kamil Ugurbil, Docteur, de l'Université du Minnesota